# Guy Leroy de La Tournelle
Baron Guy Leroy de La Tournelle (ur. 18 lutego 1898 w Paryżu – zm. 12 sierpnia 1982 w Montoire-sur-le-Loir) – francuski prawnik, politolog, urzędnik konsularny i dyplomata.
Syn Nicolasa Leroy de La Tournelle, por. artylerii (1869-1922) i Claude de Turenne d'Aynac (1878-1952). Absolwent prawa na Sorbonie i nauk politycznych w Szkole Nauk Politycznych (École libre des Sciences politiques), obie uczelnie w Paryżu. Brał udział w I wojnie światowej (1914-1918). W 1925 wstąpił do francuskiej służby dyplomatycznej, m.in. pełniąc funkcje w Rydze, Kownie, Atenach, Bukareszcie, konsula w Gdańsku (1934-1939), Buenos Aires, posła w Waszyngtonie (1946) i zastępcy przedstawiciela Francji w Radzie Bezpieczeństwa ONZ (1947-).
Później, przez wiele lat pełnił funkcję dyrektora generalnego Departamentu Polityczno-Ekonomicznego Ministerstwa Spraw Zagranicznych. Był też ambasadorem w Madrycie (1954-1959) i przy Watykanie (1959-1964).
Pochowany na cmentarzu w Montoire-sur-le-Loir.